# 挪威電信
挪威電信（Telenor ASA，挪威語發音：[²teːlənuːr]、[tɛləˈnuːr]）是一家總部位於挪威貝魯姆的跨國電信公司，是世界最大的電信公司之一，在北歐、東歐和亞洲提供服務。
該公司的歷史可以追溯至1855年成立的國營電報公司“Telegrafverket”，1878年開始提供電話服務，1966年開始涉足0G服務。1981年開始提供1G服務。1993年2G系统GSM网络于投入使用。2004年采用UMTS系统的3G网络于开始全面运行。現為奧斯陸證券交易所上市公司。

## 全球运营网络
| 國家     | 運營商           | 本地名   | 網站             |
| -------- | ---------------- | -------- | ---------------- |
| 挪威     | Telenor Norway   | Telenor  | telenor.no       |
| 丹麦     | Telenor Denmark  | Telenor  | telenor.dk       |
| 芬兰     | DNA Oyj          | DNA      | dna.fi           |
| 瑞典     | Telenor Sverige  | Telenor  | telenor.se       |
|          | Grameenphone     | গ্রামীণফোন   | grameenphone.com |
| 马来西亚 | CelcomDiGi       | digi     | digi.com.my      |
| 巴基斯坦 | Telenor Pakistan | ٹیلی نار | telenor.com.pk   |
| 泰國     | True-DTAC        | ดีแทค     | dtac.co.th       |

2018年，Telenor将其在保加利亚（Telenor Bulgaria），匈牙利（Telenor Hungary，Telenor Common Operation），黑山（Telenor Montenegro）和塞尔维亚（Telenor Serbia）的业务出售给PPF。
2019年4月，传闻Telenor将进入印度尼西亚市场。在2019年5月，Telenor宣布他们正在与Axiata Group Berhad就所持亚洲电信公司及其相关控制的基础设施的合并进行谈判，其中包括巨大但难以经营的印尼市场。
2019年11月23日挪威電信旗下的701Search和網上買賣平台旋轉拍賣（Carousell）合併，估值逾8.5億美元，根據交易，挪威電信將向旋轉拍賣投資2000萬元美元，合併後，挪威電信擁有旋轉拍賣的32%股權，成為最大單一股東，701Search擁有馬來西亞Mudah、越南Cho Tot及緬甸OneKyat的線上買賣平台。

## 外部連接
- 官方网站